# 萨拉凯卜战役
萨拉凯卜战役发生于2012年3月伊德利卜市战役政府军获胜11天之后。萨拉凯卜被认为具有重要的战略地位，因为该市是伊德利卜省第二大城市，地处阿勒颇至哈马、霍姆斯和大马士革的南北要道与阿勒颇至地中海拉塔基亚港公路的交会处，并且被反对派武装用来发动对政府军车队的袭击。

## 战役经过
3月24日，叙利亚政府军对该市发动短暂炮击，并同时发动地面攻势。一个坦克纵队进入城内攻击反对派武装的防御阵地，而步兵在狙击手的支援下开展第二波攻势追捕残余的武装分子。叙利亚自由军反击了政府军的攻势并摧毁了1辆坦克。在战斗中有18名自由军成员丧生。在第一天的战斗之后，反对派武装被迫撤出萨拉凯卜，而政府军完全控制了该市。一个反对派组织指责政府军焚毁了城内的大部分商店并呼吁观察人士进入城内进行调查。
在战役之后，叙利亚安全部队和沙比哈民兵在城内搜捕反对派嫌疑人。
3月28日，政府军继续他们的攻势并占领了萨拉凯卜附近的Khan Sibil村。半岛电视台播出了一段视频，显示了萨拉凯卜在这场导致数十人丧生的战斗中所遭到的破坏。

## 后续事件
2012年11月1日，反对派武装进攻了三处通往萨拉凯卜的检查站，并至少占领了两处。战斗中有28名政府军士兵和5名反对派丧生。反对派武装俘虏了10名政府军，对他们进行殴打，最后处决了他们。11月2日，叙利亚政府军完全撤出了萨拉凯卜。在反对派重新占领萨拉凯卜之后，叙利亚自由军开始炮击叙利亚陆军位于塔夫坦纳镇（Taftanaz）的直升机基地。